# 吉原政雄
吉原 政雄（よしはら まさお、1925年2月13日 - 2017年4月28日）は、日本の実業家。パレスホテル初代代表取締役社長の吉原政智の子で、同社名誉会長。元日本ホテル協会会長。

## 人物・経歴
1948年慶應義塾大学経済学部卒業。1977年パレスホテル代表取締役社長。1978年慶應義塾評議員。1985年日本ホテル協会会長。1989年日本ホテル厚生年金基金理事長。1994年藍綬褒章受章。1999年勲三等旭日中綬章受章。2001年パレスホテル代表取締役会長。2004年昭和大学監事。2011年パレスホテル相談役名誉会長。2017年脳卒中で逝去。

## 親族
父は元パレスホテル代表取締役社長の吉原政智。母は元阪神急行電鉄代表取締役社長の小林一三の長女。パレスホテル代表取締役会長の小林節は娘婿。現パレスホテル代表取締役社長は吉原大介。